# P'an'gyo-gun
P'an'gyo-gun (koreanska: 판교군) är en kommun i Nordkorea.   Den ligger i provinsen Kangwŏn-do, i den södra delen av landet, 110 km öster om huvudstaden Pyongyang.